# Svenska Amerikanaren Tribunen
Svenska Amerikanaren Tribunen är en svensk-amerikansk veckotidning som utgavs i Chicago och lästes av svenska emigranter.
Två konkurrerande tidningar har burit titeln Svenska Amerikanaren, båda med rötterna i 1870-talet, men de båda tidningarna slogs samman 1936 under titeln Svenska Amerikanaren Tribunen (ISSN 0888-2045). Tidningen hade 60 000 prenumeranter (1950). Årgångarna fram till 1966 har mikrofilmats.
Under den omfattande emigrationen från Sverige till Nordamerika under slutet av 1800-talet var det många av invandrarna som inte genast lärde sig engelska. Många bosatte sig i Mellanvästern och i storstaden Chicago fanns det en marknad för svenskspråkiga tidningar och böcker. 
Den första Svenske Amerikanaren utgavs i Chicago 1866-1873 (Libris 2503532) och bytte därefter namn till Nya Svenska Amerikanaren 1873-1877 (Libris 2503634).Tidningens första huvudredaktör var Överste Hans Mattson (född 1832, död 1893). Den tvåspråkiga The Illinois Swede började utges 1869 (Libris 2468005) men bytte året efter namn till Nya Verlden och utgavs 1870-1877 (Libris 2512615). De båda tidningarna slogs samman och döptes om till Svenska Tribunen 1877-1906 (Libris 2506529). Tribunen var liberal, en ledande nyhetstidning. Dess redaktörer var 1876-1884 Carl Fredrik Peterson, 1884-1890 Carl Gustaf Linderborg (född 1844, död 1901), 1893-1900 Anders Leonard Gyllenhaal (född 1842, död 1905) och 1900-1905 Ernst W. Olson (född 1870, död 1958).  En tredje tidning Svenska Nyheter utgavs 1901-1906 (Libris 2470816) och slogs därefter samman med Svenska Tribunen under titeln Svenska Tribunen-Nyheter 1906-1936 (Libris 2506533). Dess redaktörer var 1905-1913 C.F. Erikson och sedan 1913 A. Tofft. Den omfattade 16 sidor i 7 spalter och spreds i 70 000 exemplar (1915).
Men den Chicago-tidning som blivit mest känd under detta namn började utges 1876 under titeln Svenska Posten (Libris 2506029). Den övertog den lediga titeln Svenska Amerikanaren för åren 1877-1936 (Libris 2503638). Tidningen var från starten radikal och antikyrklig, men blev under 1880-talet mer återhållsam. Sympatierna låg hos republikanska partiet, även om tidningen officiellt var politiskt oberoende. Redaktörer var 1877-1884 Magnus Elmblad, 1884-1888 Carl Fredrik Peterson, 1888-1908 Jakob Bonggren (född 1854, död 1940) och från 1908 Oliver A. Linder. Efter samgåendet med Gamla och Nya Hemlandet var titeln från hösten 1914 och till slutet av 1915 Svenska Amerikanaren Hemlandet. Tidningen omfattade då 16 sidor och trycktes i en upplaga om 75 000 exemplar (1915). År 1940 sammanslogs tidningen med Svenska amerikanska posten. Sista numret utkom den 18 december 1985.
En tidning med titeln Svenska Amerikanska Tribunen utkom 1904-1920 i Superior, Wisconsin. En tidning med titeln Svenska Tribunen utgavs 1922-1946 i Seattle, Washington. Andra tidningar med titeln Nya Verlden har utgivits 1873-1874 i Göteborg och 1889-1893 i Minneapolis.